# Слэм и депрессия
«Слэм и депрессия»(укр. Слем і депресія) — шостий студійний альбом українського гурту «Нервы». Він вийшов 27 лютого 2019 на лейблі Navigator Records.

## Про альбом
Альбом складається із двох частин, що відповідають назві. Перша половина («Слэм») витримана в дусі альтернативного року і орієнтована на юнацьку аудиторію, а друга («Депресия») — носить більш ліричний характер і призначена для шанувальниць. На думку Олексія Мажаєва (Intermedia), який оцінив альбом на три зірки з п'яти, «альт-роковые опыты „Нервов“ никаких особенных эмоций не вызывают, несмотря на грохот и громкость, а вот простые и мелодичные песни про бывших явно тронут слушателей куда сильнее».
На пісню «Зажигалки» було знято відеокліп, в якому знявся соліст «Пошлой Молли» Кирило Блідий . Режисером кліпу став фронтмен «Нервов» Євген Мільковський .

## Список композицій
Адаптовано під Tidal.
| #     | Назва             | Тривалість |
| ----- | ----------------- | ---------- |
| 1.    | «Зажигалки»       | 2:59       |
| 2.    | «Будь осторожен»  | 4:02       |
| 3.    | «Еле бьется»      | 3:09       |
| 4.    | «Укачу»           | 2:19       |
| 5.    | «Не смотри назад» | 3:27       |
| 6.    | «Так как надо»    | 3:50       |
| 7.    | «Магнитные бури»  | 4:28       |
| 8.    | «Спи спокойно»    | 3:26       |
| 9.    | «Слушать сердце»  | 2:18       |
| 10.   | «Кому ты звонишь» | 3:22       |
| 11.   | «Боль осталась»   | 3:35       |
| 36:55 |                   |            |